# The Little Milliner and the Thief
The Little Milliner and the Thief è un cortometraggio muto del 1909 diretto da Lewin Fitzhamon e interpretato da Alma Taylor e Chrissie White.

## Trama
Una ragazza accusata di furto viene arrestata. Sarà libera solo quando un uomo riuscirà a prendere il vero ladro.

## Produzione
Il film fu prodotto dalla Hepworth.

## Distribuzione
Distribuito dalla Hepworth, il film - un cortometraggio di 99 metri - uscì nelle sale cinematografiche britanniche nell'agosto 1909.
Si conoscono pochi dati del film che, prodotto dalla Hepworth, fu distrutto nel 1924 dallo stesso produttore, Cecil M. Hepworth. Fallito, in gravissime difficoltà finanziarie, il produttore pensò in questo modo di poter almeno recuperare il nitrato d'argento della pellicola.